# Geißelspinnen
Die Geißelspinnen (Amblypygi) sind eine Ordnung der Spinnentiere (Arachnida). Weltweit sind mehr als 200 Arten dieser Tiere bekannt, die eine Körpergröße von 10 bis 45 mm erreichen. Fast alle Geißelspinnen leben in den Tropen und Subtropen, die meisten in Regenwäldern. Im Mittelmeerraum kommen zwei Arten vor, eine davon auch in Europa (Griechenland: Rhodos und Kos).
Durch ihren flachen Körper sind die Geißelspinnen in der Lage, sich unter Steinen zu verstecken. Sie bewegen sich meist langsam und ertasten mit ihren Fühlerbeinen die Umgebung, häufig bewegen sie sich dabei seitwärts. Ihre Beute (Grillen, Motten und andere kleine Gliederfüßer) ertasten sie mit Hilfe dieser Beine und packen sie blitzschnell mit den zu Fangzangen umgewandelten Pedipalpen.

## Merkmale
Geißelspinnen haben einen flachen Körper, der wie bei den Webspinnen durch einen Körperstiel (Petiolus) in einen Vorderkörper (Prosoma) und einen Hinterleib (Opisthosoma) geteilt wird. Beide Körperpartien sind deutlich gegliedert. Die Pedipalpen sind als Fangapparate ausgeprägt, die entfernt an die der Fangschrecken erinnern. Wie bei den Geißelskorpionen dienen die Beine des ersten Laufbeinpaares als Tastorgane und sind sehr lang (bei der 39 mm langen Art Heterophrynus longicornis bis zu 30 cm); sie haben eine höhere Anzahl der ursprünglichen Beinglieder behalten. Als Laufbeine dienen nur die folgenden drei Paare. Wehr- oder Giftdrüsen fehlen den Geißelspinnen.

## Fortpflanzung und Entwicklung
Die Männchen der Geißelspinnen tragen häufig ungefährliche Rivalenkämpfe mit ihren Fühlerbeinen aus, um die Gunst der Weibchen zu erregen. Danach wenden sie sich vom Weibchen ab und platzieren ein Spermienpaket (Spermatophore) zwischen sich und der Partnerin. Nachdem sie sich wieder umgedreht haben, versuchen sie das Weibchen über die Spermatophore zu locken, damit es diese aufnehmen kann. 
Das Weibchen trägt die Eier nach der Ablage einige Wochen bis Monate in einem Eiersack am Bauch mit. Die Eier sind feuchtigkeitsempfindlich, da sie bei Nässe anfällig gegenüber Pilzbefall sind und bei Trockenheit vertrocknen. Sind die Jungtiere geschlüpft, bleiben sie bis zur ersten Häutung auf dem Rücken der Mutter und ernähren sich vom Eidotter. Nach der ersten Häutung gehen sie selbständig kleinere Gliederfüßer jagen. Ist viel Nahrung vorhanden, sind sie nach ca. einem Jahr adult. Jedoch wurde bei Euphrynichus bacillifer beobachtet, dass sich die adulten Tiere immer noch häuten können, auch, wenn sie sich schon vermehrt haben.

## Systematik
Insgesamt sind in der Ordnung der Geißelspinnen 2 Unterordnungen mit 5 Familien und 18 Gattungen bekannt, die insgesamt mehr als 200 Arten umfassen.
- Unterordnung Euamblypygi
  - Familie Charinidae
    - Charinus Simon, 1892
      - Charinus ioanniticus (Kritscher, 1959) – u. a. in Griechenland und der Türkei
      - Charinus pakistanus Weygoldt, 2005

    - Sarax Simon, 1892
      - Sarax timorensis Miranda & Reboleira, 2019[2]

    - Weygoldtia Miranda, Giupponi, Prendini & Scharff, 2018[3]

  - Familie Charontidae
    - Charon Karsch, 1879
    - Catageus Thorell, 1889
      - Catageus pusillus Thorell, 1889

    - Stygophrynus Kraepelin, 1895

  - Familie Phrynichidae
    - Damon C. L. Koch, 1850
    - Euphrynichus Weygoldt, 1995
    - Musicodamon Fage, 1939
      - Musicodamon atlanteus Fage, 1939

    - Phrynichodamon Weygoldt, 1996
      - Phrynichodamon scullyi Weygoldt, 1996

    - Phrynichus Karsch, 1879
    - Trichodamon Mello-Leitão, 1935
    - Xerophrynus Weygoldt, 1996
      - Xerophrynus machadoi Weygoldt, 1996

  - Familie Phrynidae
    - Acanthophrynus Kraepelin, 1899
      - Acanthophrynus coronatus Kraepelin, 1899

    - Heterophrynus Pocock, 1894
    - Paraphrynus Moreno, 1940
    - Phrynus Lamarck, 1801
- Unterordnung Paleoamblypygi
  - Familie Paracharontidae
    - Paracharon (Hansen, 1921)

## Fossile Belege
Fossile Belege dieser Ordnung sind rar. Die ältesten fossilen Geißelspinnen wurden aus Sedimenten des Oberen Karbon in England geborgen. Ferner sind einzelne Funde aus dem Tertiär in Mexikanischem Bernstein (Oligozän bis Miozän) und Dominikanischem Bernstein (Eozän bis Miozän) bekannt.